# Kurdesz (wiersz)
Kurdesz (Do Imci Pana Grzegorza Łyszkiewicza prezydenta warszawskiego na jego przysłowie „Kurdesz nad kurdeszami”) – anonimowy wiersz opublikowany w 1780.
Autorstwo wiersza najczęściej przypisywane jest Franciszkowi Bohomolcowi. Wiersz zyskał popularność jako piosenka biesiadna. Określenie kurdesz (prawdopodobnie zniekształcone tureckie słowo oznaczające „brat, towarzysz”) stało się nazwą tej odmiany piosenek. Grzegorz Łyszkiewicz, adresat utworu, był prezydentem Starej Warszawy i uczestnikiem życia publicznego. Wiersz nawiązuje do spotkań gromadzących rodzinę i przyjaciół Łyszkiewicza w jego kamienicy.